# Neoorsa daphne
Genre
Synonymes
- Orsa Šilhavý, 1979 nec Walker, 1865

Espèce
Synonymes
- Orsa daphne Šilhavý, 1979

Neoorsa daphne, unique représentant du genre Neoorsa, est une espèce d'opilions laniatores de la famille des Samoidae.

## Distribution
Cette espèce est endémique d'Haïti. Elle se rencontre vers La Vestite.

## Description
Le mâle holotype mesure 2,5 mm.

## Systématique et taxinomie
Cette espèce a été décrite sous le protonyme Orsa daphne par Šilhavý en 1979. Le nom Orsa Šilhavý, 1979 étant préoccupé par Orsa Walker, 1865, il est remplacé par Neoorsa par Özdikmen en 2006.

## Publications originales
- Šilhavý, 1979 : « New American representatives of the subfamily Samoinae (Opiliones, Phalangodidae, Arach.). » Annotationes Zoologicae et Botanicae, no 130, p. 1–27.
- Özdikmen, 2006 : « Nomenclatural changes for some Laniatores (Opiliones) genera: New substitute names and new combinations. » Munis Entomology & Zoology, vol. 1, no 1, p. 63–68 (texte intégral).